# Can Marpera
Can Marpera és una masia de Sant Andreu de Llavaneres (Maresme) inclosa a l'Inventari del Patrimoni Arquitectònic de Catalunya.

## Descripció
Masia de dos cossos amb planta baixa i pis. La coberta és a dues aigües. A la façana principal hi ha un portal adovellat d'onze peces. Al primer pis hi ha dues finestres amb llindes rectes de pedra picada. Al costat del portal rodó hi ha un altre portal d'arc rebaixat.

## Història
El cognom Pera és un dels més antics de Sant Andreu de Llavaneres que, com a Can Caboti, s'han mantingut com a unitat d'explotació agrícola fins avui. Al segle xviii, Francesc Pera del Pou era un dels usufructuaris del rec Molar. Al segle xviii hi ha haver un Marc Pera que va arribar a ser capità de l'exèrcit de Felip V a les campanyes de Sardenya i durant la guerra del Francès (1808-1812). Un altre membre de la família tenia el grau de tinent.